# كريس بنيون
كريس بنيون (بالإنجليزية: Chris Bennion)‏ هو لاعب كرة قدم بريطاني في مركز حراسة المرمى، ولد في 30 أغسطس 1980 في إدنبرة في المملكة المتحدة. لعب مع باتريك أتلتيك وسكونثورب يونايتد ونادي دوندالك ونادي شيلبورن ونادي ميدلزبره.

## وصلات خارجية
- كريس بنيون على موقع قاعدة بيانات كرة القدم.إي يو (الإنجليزية)
- كريس بنيون على موقع Soccerbase.com (لاعب) (الإنجليزية)